# Raminta Popovienė
Raminta Popovienė (ur. 5 maja 1970 w Jeziorosach) – litewska polityk, nauczycielka i urzędniczka samorządowa, posłanka na Sejm Republiki Litewskiej, minister edukacji, nauki i sportu (od 2024).

## Życiorys
Ukończyła szkołę średnią w rodzinnej miejscowości. W 1994 została absolwentką Litewskiej Akademii Muzyki i Teatru z dyplomem nauczyciela muzyki i dyrygenta chóru. Na tej samej uczelni w 1995 uzyskała magisterium z pedagogiki muzycznej. Pracowała w macierzystej akademii i jako nauczycielka. Od 2000 zatrudniona w administracji rejonu kowieńskiego. Była główną specjalistką w wydziale kultury, oświaty i sportu. Następnie kierowała rejonowym centrum usług społecznych (2007–2011), po czym pełniła funkcję zastępczyni dyrektora administracji rejonowej (2011–2012).
Związała się z Litewską Partią Socjaldemokratyczną, do której wstąpiła w 2013. W 2011 została wybrana do rady rejonu kowieńskiego. W 2012 i 2016 uzyskiwała mandat posłanki na Sejm, który wykonywała do 2020. Powróciła następnie do administracji lokalnej, była pełniącą obowiązki dyrektora rejonowego centrum turystyki i informacji biznesowej. W 2022 powołana na doradcę burmistrza, a w 2023 została zastępczynią mera rejonu kowieńskiego. W tym samym roku wybrana ponownie do rady rejonu. W wyborach w 2024 po raz trzeci uzyskała natomiast mandat poselski.
W grudniu 2024 objęła funkcję ministra edukacji, nauki i sportu w nowo utworzonym rządzie Gintautasa Paluckasa.